# Písnický potok
Písnický potok je menší vodní tok v Pražské plošině, levostranný přítok Libušského potoka protékající Hodkovicemi, částí obce Zlatníky-Hodkovice, a Písnicí, částí hlavního města Prahy. Délka toku měří 4,99 km.

## Průběh toku
Ohledně přesné identifikace pramene se zdroje rozcházejí. Nicméně podle Hydroekologického informačního systému VÚV TGM Písnický potok pramení na severním okraji Hodkovic výtokem z nádrže při ČOV a hasičské zbrojnici v nadmořské výšce 341 metrů. Potok nabírá severní směr a podtéká Pražský okruh v místě exitu 3 a následně přivaděč od silnice II/603 k němu. Poté se potok stáčí k severozápadu a protéká Písnící, v níž postupně napájí rybníky Švarcák, Obecňák a Janešák. Na hrázi rybníka Obecňák se na adrese Putimská 5/6 nachází budova parního mlýna Emila Klegra. Za Písnicí potok vstupuje do zalesněného údolí přírodní památky Modřanská rokle, napájí rybník Kalibárna a tvoří hranici mezi územím Písnice a Cholupic. Písnický potok se jižně od tramvajové zastávky Sídliště Libuš na křižovatce ulic Novodvorská, Generála Šišky a Meteorologická na trati Sídliště Modřany – Nové Dvory na trojmezí katastrů Písnice, Cholupic a Libuše zleva vlévá do Libušského potoka v nadmořské výšce 256 metrů.

## Galerie
- u MÚK Vestec
- v Písnici u Hoštické ulice
- v Písnici z Putimské ulice
- v Písnici u Zátoňské ulice
- v Modřanské rokli
- vodopád v Modřanské rokli